# Pedro José Vieira
Pedro José Vieira,  ( no Uruguai: Viera) apelidado Perico el Bailarín, nasceu no último quarto do século XVII em Viamão, no atual estado do Rio Grande do Sul, Brasil. Dedicado a tarefas rurais, se traslada até o atual Uruguai a principios do século XIX , onde até 1811 era capataz de estância. Em 27 de fevereiro de 1811, junto ao cabo de milicias Venancio Benavides dão o Grito de Ascencio que iniciou  a Revolução Libertadora na Banda Oriental, que seguiu a Revolução de Maio na Argentina e que separando-se da Espanha.
Seu apelido, devia-se a habilidade para  dançar. Algumas versões lhe atribuem introduzir o baile típico do Uruguai, el Pericón, no sul do Brasil.
Participou ainda da Revolução Farroupilha, no Rio Grande do Sul, com o grau de Coronel, junto ao Coronel Félix Vieira de quem possivelmente fosse irmão, sob as ordens dol General Domingos Crescêncio de Carvalho.